# هجوم نيس 2020

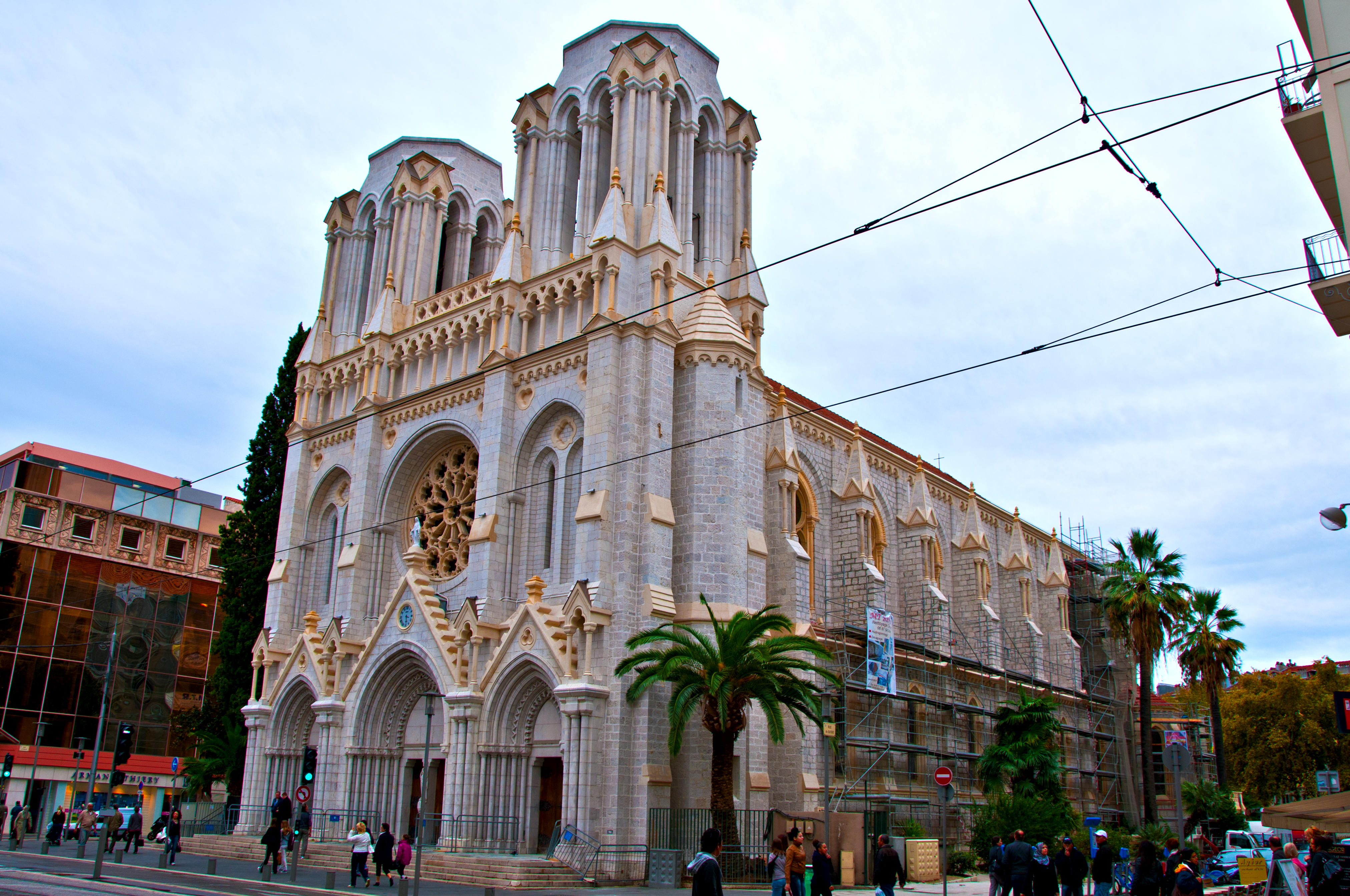
بازيليك نوتردام في نيس مكان الهجوم

هجوم نيس 2020 هو هجوم طعن ونحر بسكين في مدينة نيس بفرنسا في التاسع والعشرين من تشرين الأول/أكتوبر 2020 نفذه مهاجر تونسي يُدعى إبراهيم العيساوي حيث قام بمهاجمة كنيسة نوتردام طاعنًا رجلًا وامرأةً حتى الموت وقام أيضًا بنحر امرأة فوق عمر الستين من رقبتها كما أصابَ إثنين آخرين قبل أن تُطلق الشرطة الفرنسيّة النار عليه وتعتقله. يُعتبر هذا الهجوم هو الأكبر من نوعهِ في مدينةِ نيس منذُ هجوم نيس عام 2016.

## خلفية
جاءت الحادثة بعد التوتر الذي حصل عقبَ تصريحات الرئيس الفرنسي إيمانويل ماكرون عن الإسلام والمسلمين، وبعد عرض رسوم كاريكاتيرية مسيئة للنبيّ محمد من قِبل صحيفة شارلي إبدو والتي تلتها حادثة مقتل صامويل باتي في باريس من قبل مسلم شيشاني، وكذا دعوة الرئيس التركي رجب طيب أردوغان لمقاطعة المنتجات الفرنسية.

## الحادثة
وقع الهجوم في تمام الساعة الـ 8:30 في بازيليك نوتردام في نيس، حيثُ قام المُهاجِم بقتل رجلٍ يبلغ من العمرِ 55 عامًا وذلك بعدما طعنه عدّة مرات في مناطق متفرّقة من جسمه كما قام بطعنِ امرأةٍ أخرى تبلغُ من العمر 44 سنة وهو ما تسبّب في وفاتها قبل أن ينحر سيّدة فرنسية عمرها فوق الستين من رقبتها وهو يصدح: «الله أكبر». حاول منفذ العمليّة أيضًا مهاجمة أربعة رجال شرطة بالسكين الذي كان يحملهُ معه قبل أن تُطلق الشرطة الفرنسية النار عليه وتعتقله. وجدت الشرط بحوزةِ المُهاجِم القرآن وثلاثة سكاكين وهاتفين محمولين.

## المنفذ
منفذ الاعتداء هو شاب تونسي يُدعى إبراهيم العيساوي يبلغ من العمر 21 عاما (مواليد 29 مارس 1999)، من منطقة صفاقس حسب وثيقة من الصليب الأحمر الإيطالي عثر عليها معه. وهو معروف بمخالفاته البسيطة للقانون العام ويكسب رزقه كمصلح دراجات البخارية.
وصل إلى فرنسا في أيلول/سبتمبر الماضي، حيث هاجر إلى مدينة نيس بعد وصوله إلى جزيرة لامبيدوسا في إيطاليا، وبسبب عدم وجود سجّلٍ جنائي خاص به سمحت السلطات الإيطالية له بالذهاب إلى فرنسا، وغير معروف حتى الآن انتمائه لأيّ جماعة.

## الضحايا
| الإسم                                     | العمر  | الجنسية          | معلومات                                        | المراجع              |
| ----------------------------------------- | ------ | ---------------- | ---------------------------------------------- | -------------------- |
| نادين ديفيليه Nadine Devillers            | 60 سنة | فرنسا            | أم ووفية للكنيسة.                              | [ 12 ] [ 13 ]        |
| فينسيه لوكيه Vincent Loquès               | 54 سنة | فرنسا            | أب لطفلين وسكريستان للكنيسة.                   | [ 12 ] [ 14 ]        |
| سيمون باريتو سيلفا (Simone Barreto Silva) | 44 سنة | فرنسا · البرازيل | أم لثلاثة أطفال، ومساعدة الحياة ووفية للكنيسة. | [ 12 ] [ 15 ] [ 16 ] |

كانت الضحية الأولى امرأة تبلغ من العمر 60 عاماً ذبحت داخل الكنيسة. الضحية الثانية، البالغة من العمر 54 عاماً، هي ساكريستان البازيليك، والتي طعنت طعنة قاتلة، وعثر عليها أيضاً في الكنيسة، وكان من الممكن أن يبلغ من العمر 55 عاماً في اليوم التالي. وتوفيت الضحية الثالثة، وهي امرأة فرنسية برازيلية تبلغ من العمر 44 عاماً، في حانة بالقرب من الكنيسة، حيث لجأت بعد إصابتها.
أطلقت شرطة البلدية، التي وصلت إلى مكان الحادث في البداية، النار على الجاني وأصابته بجروح، حيث نُقل إلى أحد المستشفيات، وهو يصرخ مرارًا وتكرارًا «الله أكبر».

## التحقيقات والمتابعات
في ذلك المساء نفسه، اعتقلت الشرطة رجل يبلغ من العمر 47 عامًا لمجرد الاشتباه في تواصله بالجاني في اليوم السابق للهجوم بالإضافة إلى رجل آخر يبلغ من العمر 35 عامًا مساء 30 أكتوبر 2020. ووضع مساء الجمعة رهن الاعتقال رجل ثالث يبلغ من العمر 33 عامًا صرح بنفسه أنه ابن عم القاتل وقد كان على تواصل مع الشخص الثاني المعتقل. اعتقلت فرق المديرية الفرعية لمكافحة الإرهاب التابعة للإدارة المركزية للشرطة القضائية الفرنسية تونسيًا رابعًا في الثلاثينيات من عمره، يوم السبت 31 أكتوبر 2020.

## ردود الفعل
- فرنسا: بعد الهجوم قام الرئيس الفرنسي إيمانويل ماكرون بزيارة موقع الحادث، وأعرب عن تضامنهِ مع الضحايا ومع الكنائس الكاثوليكية.[7]
  - قدَّم أحد أعضاء المجلس الفرنسي للديانة الإسلامية تعازيه لضحايا الهجوم ودعا لإلغاء الاحتفال بيوم المولد النبوي حدادًا على ضحايا الهجوم.[24]
- الفاتيكان: ندد البابا فرنسيس الأول بهجوم نيس واصفًا إياه «بالمتوحش» داعيًا للصلاة للضحايا.[25]
- الولايات المتحدة: قدم الرئيس الأمريكي دونالد ترامب تعازيه لفرنسا، ومذكرًا أن الولايات المتحدة ستبقى واقفة مع حليفها الأقدم ضد «الإسلام الأصولي المتطرف».[26]
- لبنان: عبّر رئيس الوزراء اللبناني المكلف سعد الحريري على تويتر: «اشد الادانة والاستنكار للهجوم الاجرامي الشنيع على كنيسة نوتردام في مدينة نيس الفرنسية.  الارهاب لا دين له، وجميع المسلمين مدعوون لنبذ هذا العمل المجرم الذي لا يمت للاسلام ولا لنبي المحبة في ذكرى مولده الكريم باي صلة دينية واخلاقية وانسانية!».[27]
- تونس: أدانت تونس العملية الإرهابيّة وأعلن مكتب الإعلام والاتصال التونسي عن إجراء تحقيق على منفذ الهجوم والذي يحمل الجنسية التونسية وعن احتمالية ارتباطه بجماعات إرهابية.[28]
- ماليزيا: نشر رئيس الوزراء الماليزي السابق مهاتير محمد سلسلةً من التغريدات على حسابهِ الرسميّ في موقع تويتر قال فيها: «قَتل الفرنسيون على مدى تاريخهم ملايين الناس. كان العديد منهم مسلمين. للمسلمين الحق في أن يغضبوا ويقتلوا ملايين الفرنسيين ثأرًا لمجازر الماضي، لكن بوجه عام لا يُطبِّق المسلمون قانون العين بالعين. المسلمون لا يقومون بذلك والفرنسيون عليهم ألا يقوموا بذلك» ليقوم تويتر بحذف إحدى التغريدات ضمن تلك السلسة مُعتبرًا إيّاها «خطابًا يحضُّ على الكراهية».[29]
- المملكة المتحدة: صرح رئيس الوزراء البريطاني بوريس جونسون : «لقد صدمت لسماع نبأ الهجوم الهمجي على كنيسة نوتردام في نيس. قلوبنا مع الضحايا وعائلاتهم ، والمملكة المتحدة تقف إلى جانب فرنسا في مكافحة الإرهاب والتعصب».[30]
- ألمانيا: قالت المستشارة الألمانية أنجيلا ميركل على تويتر:«لقد تأثرت بشدة بجرائم القتل الوحشية في كنيسة بنيس».[31]
- إيطاليا: قال رئيس المجلس الإيطالي جوزيبي كونتي على تويتر: «الهجوم الدنيء في نيس لن يضعف جبهتنا المشتركة في الدفاع عن قيم السلام والحرية. معتقداتنا أقوى من التعصب والكراهية والإرهاب. نحن قريبون من أسر الضحايا وإخواننا الفرنسيين. نحن متحدون».[32]
- السعودية :أعربت وزارة الخارجية السعودية عن إدانة المملكة واستنكارها الشديدين، للهجوم الذي وقع في كنيسة نوتردام في مدينة نيس الفرنسية.[33][34]
- تركيا:أصدرت تركيا بيانًا أعربت فيه عن تعازيها للشعب الفرنسي، وأعلنت أنه «لا يوجد سبب يمكن أن يبرر قتل شخص أو يبرر العنف. من الواضح أن أولئك الذين ارتكبوا مثل هذا الهجوم الوحشي على مكان عبادة مقدس لا يمكن أن يستلهموا ذلك منمن القيم الدينية والإنسانية والأخلاقية.».[35]

## تحاليل
وفقًا لمارك هيكر، الباحث في المعهد الفرنسي للعلاقات الدولية والمتخصص في الإرهاب، «في الأسابيع الأخيرة من المحتمل جدًا أن تكون مرتبطة بمحاكمة شارلي إيبدو وإعادة نشر الرسوم الكاريكاتورية، التي أثارت ردود فعل قوية في المحيط الجهادي».
يرى الصحفي وسيم نصر المتخصص في الظاهرة الجهادية، أن الهجمات الإرهابية في فرنسا في سبتمبر وأكتوبر «ليست جهادًا سياسيًا، بل تعصبًا خالصًا. [...] يشعر هؤلاء الأشخاص بالتهجم على عقيدتهم، لكن ليس لديهم مشروع سياسي في حد ذاته، مثل تقسيم المجتمع الفرنسي أو رحيل الجيوش الفرنسية عن منطقة الساحل. ومن ناحية أخرى، فإن حقيقة أنهم يتصرفون بمفردهم وبدون صلات بالمجال الجهادي يجعل مراقبتهم شبه مستحيلة».